# أدولفو هيرش
أدولفو هيرش (بالإسبانية: Adolfo Hirsch)‏ (31 يناير 1986 في الأرجنتين - ) هو لاعب كرة قدم أرجنتيني في مركز الهجوم. شارك مع منتخب سان مارينو لكرة القدم. أما مع النوادي، فقد لعب مع فولغوري فالتشانو وجوفينتود ويوبنتود دي برغامينو وAC Virtus ‏ وS.S. Cosmos ‏.

## وصلات خارجية
- أدولفو هيرش على موقع الاتحاد الدولي (مؤرشف)  (الإنجليزية)
- أدولفو هيرش على موقع الاتحاد الأوربي (الإنجليزية)
- أدولفو هيرش على موقع قاعدة بيانات كرة القدم.إي يو (الإنجليزية)
- أدولفو هيرش على موقع ناشيونال فوتبول تيمز (الإنجليزية)
- أدولفو هيرش على موقع Soccerway.com (الإنجليزية)
- أدولفو هيرش على موقع عالم كرة القدم.نت (الإنجليزية)